# John Roselli
John Roselli vel John „Handsome Johnny” Roselli (ur. 4 lipca 1905, zm. 9 sierpnia 1976) – czołowa postać mafii chicagowskiej. Posługiwał się również nazwiskiem John F. Stewart.
Urodził się (jako Filippo Sacco) we włoskim miasteczku Esteria. Do Stanów Zjednoczonych przybył wraz z matką w 1911 roku, zamieszkali w Bostonie gdzie przebywał już i pracował jego ojciec.
Po śmierci ojca matka wyszła ponownie za mąż. To przez ojczyma miał Filippo wkroczyć na przestępczą ścieżkę (kazał mu spalić dom i odebrać odszkodowanie).
Młody Filippo uciekł w nieznane, trafił do Chicago, gdzie pod przybranym nazwiskiem John Roselli wstąpił w szeregi organizacji Al Capone.

## Działalność w Hollywood i Las Vegas
Pod koniec lat 30. był już ważną postacią mafii chicagowskiej w Hollywood. Wymuszał haracze od wytwórni filmowych, kontrolował związki zawodowe filmowców. Skazany był później na trzy lata, wyszedł na wolność i powrócił do tego samego procederu.
W 1948 z polecenia Tony Accardo zmusił szefa wytwórni Columbia Pictures Harry’ego Cohn'a do podpisania wieloletniego kontraktu filmowego z nieznaną wówczas aktorką Marilyn Monroe.
W czasie rządów Sama Giancany pełnił rolę wysłannika w Las Vegas. Nadzorował wszystkie operacje mafii chicagowskiej na terenie stolicy hazardu. Zlecał liczne morderstwa.
Uwielbiał życie w Hollywood, obracał się w towarzystwie gwiazd filmowych i producentów (m.in. Bryan Foy, Tony Martin, Phil Silvers i Zeppo Marks). Za pośrednictwem piosenkarza Franka Sinatry został przyjęty do Friars Club (ekskluzywny klub skupiający śmietankę towarzyską Hollywood).
W 1968 roku uczestniczył w szwindlu, podczas którego niektórych członków Friras Club oszukano na 400 000 dolarów.

## Operacja Mangusta
Razem z Giancaną uczestniczył w operacji Mangusta (wspólnie z CIA) mającej na celu zgładzenie kubańskiego przywódcy Fidela Castro.
Wiedział, że taki plan nie ma szans na powodzenie (podobnie myślał Santo Trafficante Jr. – boss z Florydy). Wiele nowinek technicznych (trucizn) wykonanych przez speców z CIA, ludzie Rosellego wylewali do toalety.

## Zeznania przed Senacką Komisją
W czerwcu i wrześniu 1975 roku zeznawał przed Senacką Komisją Wywiadu pod przewodnictwem senatora Frank Church (z ang. U.S. Senate Select Committee on Intelligence, w skrócie SSCIA) na temat udziału CIA w operacji Mangusta. Zeznał, że próbowano zabić Castro przy użyciu zatrutych cygar, zaś przygotowane trucizny wylewano do klozetu.

## Śmierć
W kwietniu 1976 roku został ponownie wezwany przed oblicze komisji (miał zeznawać w sprawie zabójstwa prezydenta Johna F. Kennedy’ego). Pod koniec lipca 1976 roku zaginął bez wieści. Nowy przewodniczący SSCIA Howard Baker zwrócił się z prośbą do FBI o pomoc w poszukiwaniu Rosellego.
9 sierpnia br. jego zwłoki odnaleziono w 220 litrowej (55 galonów) beczce po ropie, która dryfowała na Dumfounding Bay niedaleko Miami na Florydzie, wcześniej został uduszony i zastrzelony.
Za jego śmiercią – najprawdopodobniej – odpowiada CIA. Agencja obawiała się ujawnienia (podczas przesłuchań) szczegółów jej współpracy z mafią w sprawie zabicia Castro, a nawet okoliczności zabójstwa (22 listopada 1963) prezydenta Johna F. Kennedy’ego.
Niewykluczone, że za egzekucją stoi sama mafia. Wyrok miał wydać Santo Trafficante junior.
Na udział lub współudział CIA w zabójstwie Rosellego może świadczyć fakt, że w 19 czerwca 1975 roku zamordowano innego uczestnika operacji Mangusta – Sama Giancanę, który miał również składać zeznania przed Senacką Komisją.